# Parectopa interpositella
Parectopa interpositella là một loài bướm đêm thuộc họ Gracillariidae. Loài này có ở Hoa Kỳ (Texas).
Ấu trùng ăn Quercus obtusifolia. Chúng có thể ăn lá nơi chúng làm tổ.